# Абутилон Теофраста
Абутилон (абутілон) Теофраста, липка звичайна, канатник Теофраста (Abutilon theophrasti; інші назви — канатник, абутилонські коноплі, китайський джут, тієн-цин, чинг-ма, кінг-ма) — однорічна трав'яниста рослина родини мальвових; бур'ян.

## Загальна біоморфологічна характеристика

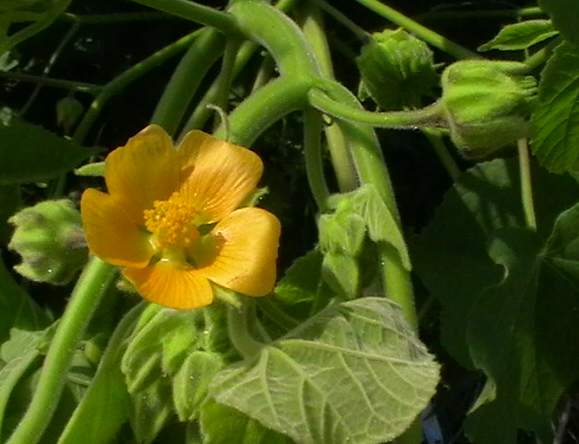
Квітка Абутилона Теофраста

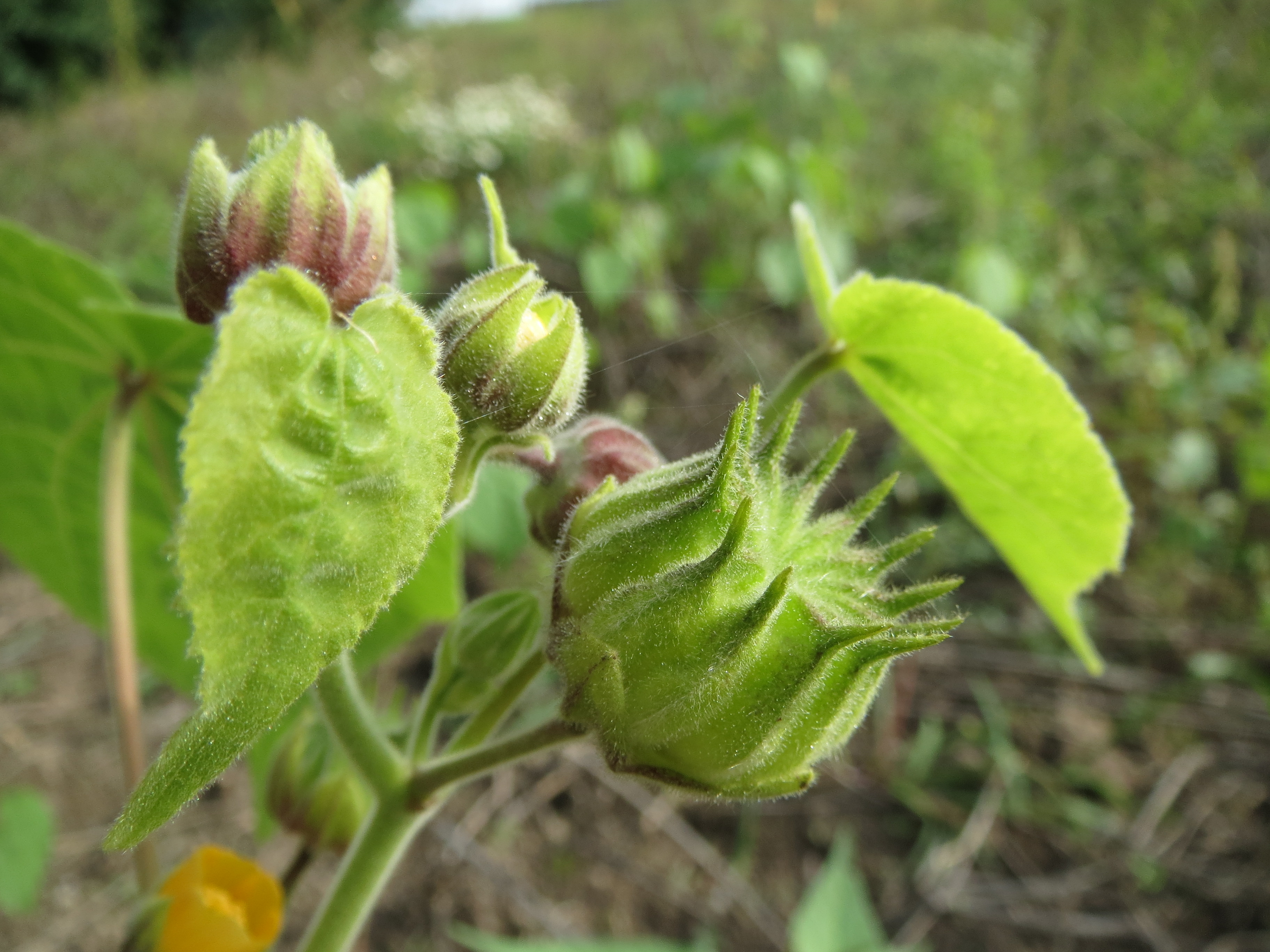
Плоди Абутилона Теофраста

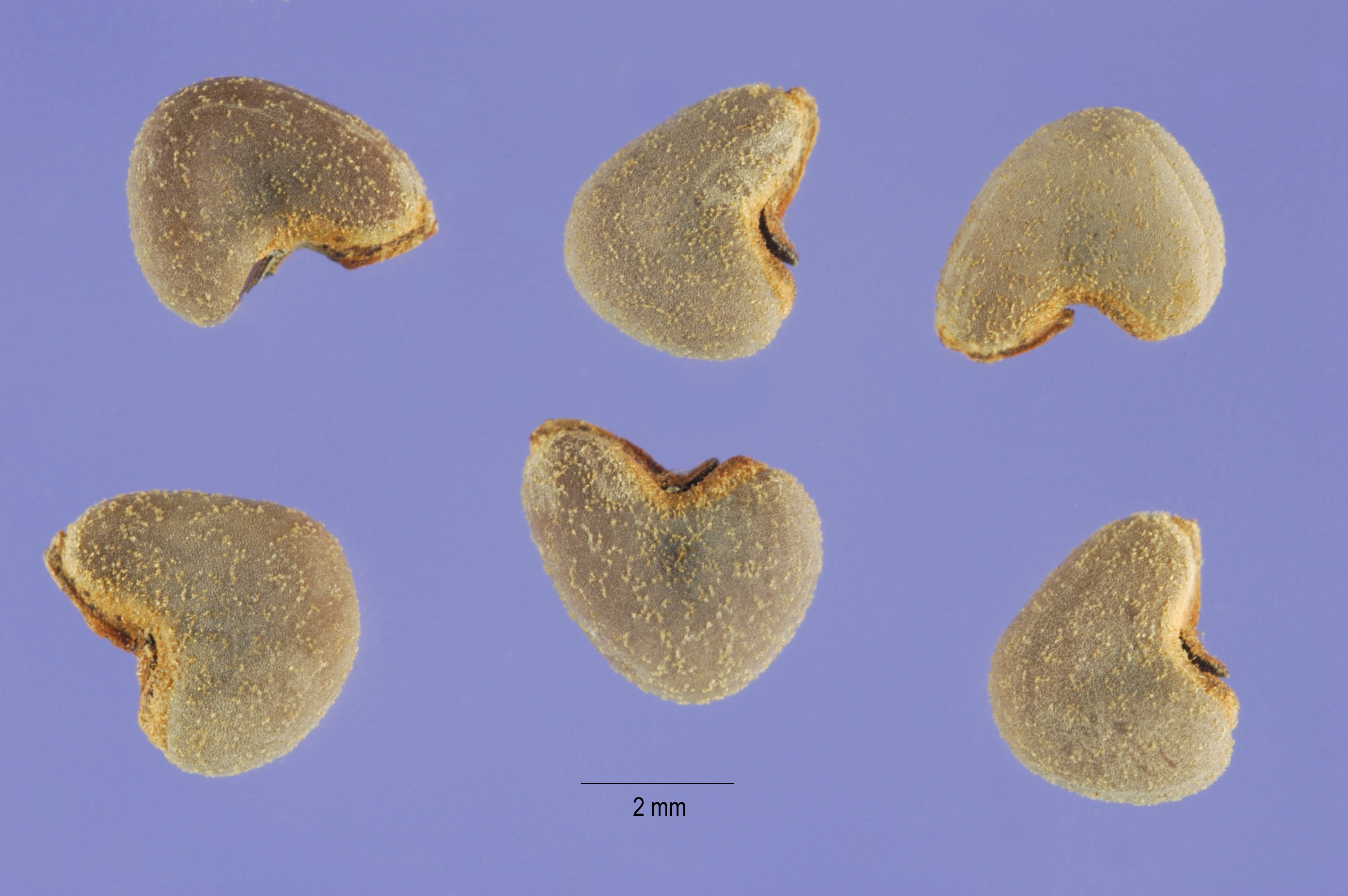
Насіння абутилона Теофраста

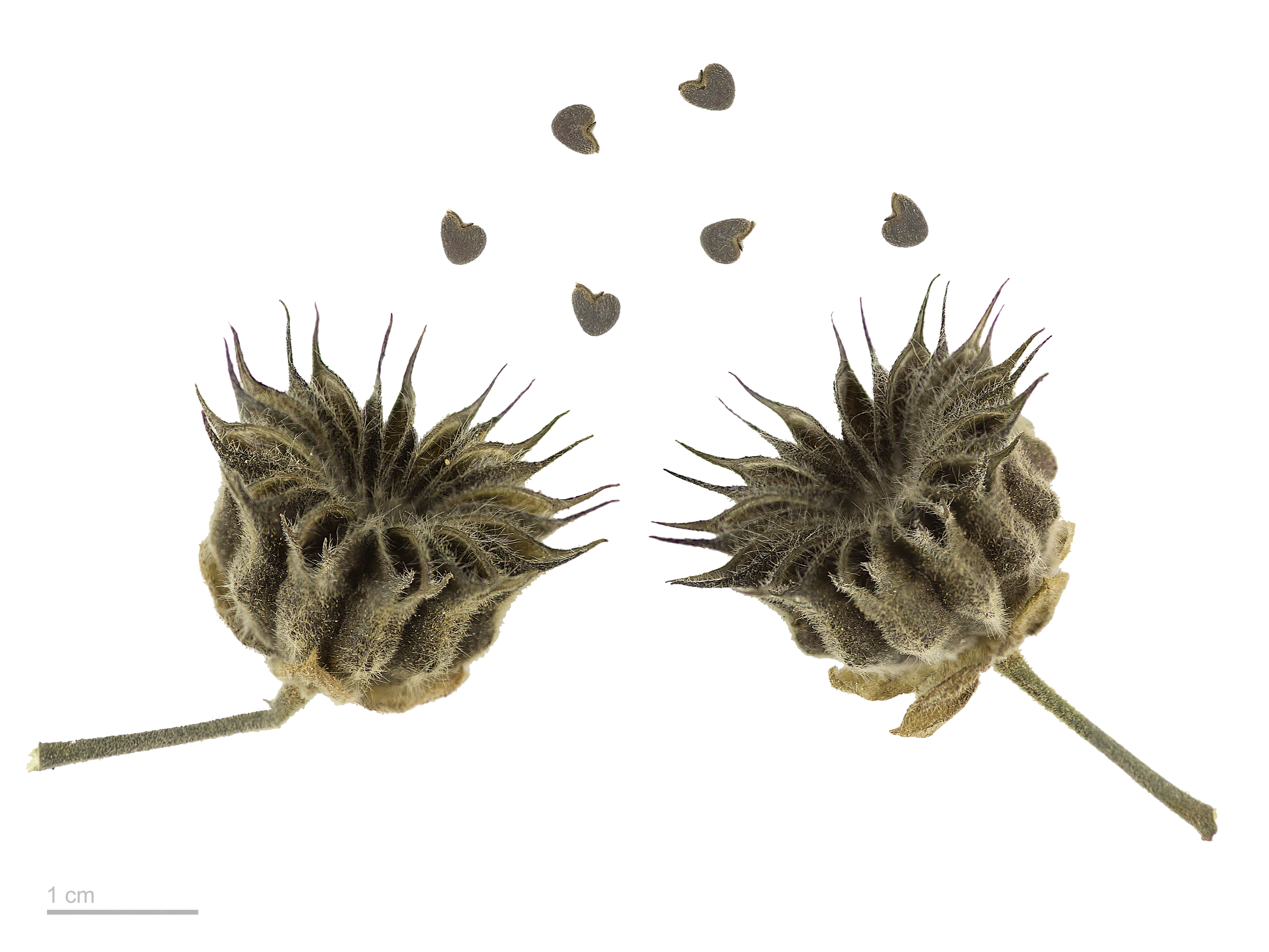
Abutilon theophrasti — Тулузький музей

Уся рослина вкрита м'якими відлеглими волосками. Стебло пряме, 40-150 см заввишки. Листки чергові, великі, округло-серцеподібні, цілісні, довгочерешкові. Квітки правильні, двостатеві, жовті, 5-пелюсткові, одиничні або в китицеподібно-вологистих суцвіттях. Плід — складна листянка. Цвіте у червні-серпні. Плоди — 11-30 гніздові коробочки, в кожному гнізді 3-5 насінин. Насіння дрібне, ниркоподібне, темно-сіре або чорне.

## Поширення
У дикому стані зустрічається в Європі, Південній Африці (Алжир, Єгипет), Азії. Батьківщина культурного абутилона — Китай. Рослина культивується в Китаї, в незначній кількості — в Японії та Єгипті. У країнах СНД вирощували абутилон на невеликих площах, а останні десятиліття культуру абутилона все частіше заміняли на посіви культур з волокном більш високої якості.
Абутилон не вимогливий до тепла, пагони витримують заморозки до мінус 2°С. Світлолюбний, посухостійкий і чутливий до надлишку вологи, вимогливий до родючості ґрунтів, добре реагує на внесення добрив, особливо азотних і фосфорних.
В Україні абутилон Теофраста росте на засмічених місцях у лісостепу та в степу.

## Хімічний склад
Корені абутилону містять сапоніни і флавоноїди; листки — рутин; у насінні є жирна олія (16-19 %), білки (20 %), сліди алкалоїдів.

## Практичне використання
Абутилон використовують для виготовлення мотузок, канатів. В насінні міститься 18-20 % олії, яка йде на технічні цілі.